# John Maria Oesterreicher
John Maria Oesterreicher, né Johannes Oesterreicher (2 février 1904 – 18 avril 1993), était un théologien catholique américain  d'origine autrichienne et l'un de ceux qui firent le plus en faveur de la réconciliation entre juifs et catholiques. Il fut l'un des artisans de la déclaration Nostra Ætate publiée par Vatican II en 1965 et qui répudie l'antisémitisme.

## Biographie
Il naquit dans une famille juive à Liebau Stadt en Moravie (alors possession autrichienne, et maintenant en République tchèque). Il se convertit au catholicisme et devint prêtre catholique en 1927. Il servit comme curé à Gloggnitz, où il fonda le groupe local de scouts dont il fut l'aumônier. Il fut très actif dans l'opposition au nazisme au cours des années 1930. En 1934, il fonda le journal Die Erfüllung (« La Réalisation ») qui visait à améliorer les relations entre le judaïsme et le christianisme et à combattre l'antisémitisme. Avec Georg Bichlmair s.j. il fonda à Vienne le Pauluswerk, communauté de juifs convertis au catholicisme et où l'on priait pour la christianisation des juifs. En 1938 il s'enfuit d'Autriche lors de l'Anschluss.
Installé d'abord à Paris, il condamna les nazis dans des émissions hebdomadaires et dans des écrits, mais en 1940, après l'invasion de la France, il dut se réfugier aux États-Unis.
Il fonda l'Institute of Judaeo-Christian Studies à l'université catholique de Seton Hall en 1953. En 1961 il fut nommé camérier, avec le titre de monseigneur. Au cours des années 1960, il fit partie d'un groupe de 15 prêtres qui demanda au Vatican qu'on publiât un texte sur l'antisémitisme.
C'est sans doute pour le rôle qu'il joua dans la rédaction de Nostra Ætate qu'il est le plus connu. Cette déclaration rejette l'antisémitisme et répudie l'idée que les Juifs puissent être responsables de la persécution et la mort de Jésus-Christ. Même, explique-t-elle, si certaines autorités juives et ceux qui les suivaient ont appelé à la mort de Jésus, on ne peut en accuser la totalité des Juifs qui vivaient à l'époque, ni ceux de notre temps.
La déclaration rejetait ainsi l'accusation historique de déicide, qui est une des bases de l'antisémitisme. « Les Juifs, y lit-on, ne devraient pas être présentés comme rejetés ni condamnés par Dieu. »
Fortement pro-israélien, Oesterreicher plaidait pour l'amélioration des relations entre les catholiques et l'État juif. Toutefois, il n'approuvait pas toujours la politique du gouvernement d'Israël.
Il est l'auteur de plusieurs ouvrages et de nombreux articles d'érudition, notamment sur le dialogue interreligieux. On mentionnera parmi ses livres The New Encounter Between Christians and Jews ; Racism, Anti-Semitism, Anti-Christianism et God at Auschwitz ?. L'une de ses études, consacrée à la prière Oremus et pro perfidis Judaeis, sert de base de réflexion à Jules Isaac comme à Bernhard Blumenkranz dans leurs travaux sur les origines chrétiennes de l'antisémitisme.

## Publications
- Racisme, antisémitisme, antichristianisme, Cerf, 1940
- Max Picard, Les Visages de l'amour, Ad Solem, 2005

## Citation
« Personne ne dit rien contre les autorités égyptiennes quand elles oppriment les chrétiens coptes. Nul n'a protesté avec véhémence contre la fermeture forcée du St. Joseph's College en Irak il y a quelques années, ni contre les lois jordaniennes d'avant 1967 qui interdisaient aux chrétiens d'acquérir de nouvelles propriétés. Si Israël faisait quoi que ce fût de pareil, tout le monde crierait au meurtre, depuis les autorités de Rome jusqu'aux catholiques partout dans le monde... La balance n'est pas équitable. » 
- Mgr John M. Oesterreicher, cité par James C. O'Neill, Our Sunday Visitor, 10 juillet 1983